# Abdelkarim Benhenia
Pour les articles homonymes, voir Benhenia.
Abdelkarim Benhenia est un footballeur marocain né le 1er janvier 1985. Il évolue au poste d'attaquant à l'Chabab Rif Al Hoceima.

## Carrière
- 2007-2008 : Wafa Wydad  Maroc
- 2008-2010 : Maghreb de Fès  Maroc
- 2010- janv. 2012 : Al Wehda  Arabie saoudite
- janv. 2012-2013 : MAT Tétouan  Maroc
- 2013-2014 : OCK Khouribga  Maroc[1]

## Palmarès
- Champion du Maroc en 2012 avec le Moghreb de Tétouan